# Zethes multilinea
Zethes multilinea är en fjärilsart som beskrevs av Bethune-Baker 1906. Zethes multilinea ingår i släktet Zethes och familjen nattflyn. Inga underarter finns listade i Catalogue of Life.